# Борго-Веліно
Борго-Веліно, Борґо-Веліно (італ. Borgo Velino) — муніципалітет в Італії, у регіоні Лаціо,  провінція Рієті.
Борго-Веліно розташоване на відстані близько 75 км на північний схід від Рима, 17 км на схід від Рієті.
Населення — 980 осіб (2014).
Покровитель — San Dionigi.

## Демографія
Населення за роками:

Станом на 1 січня 2023 року в муніципалітеті офіційно проживали 43 іноземці з 13 країн, серед них 9 громадян країн Євросоюзу.

## Сусідні муніципалітети
- Антродоко
- Кастель-Сант'Анджело
- Читтадукале
- Фьяміньяно
- Мічильяно
- Петрелла-Сальто